# Lucerna (leyenda)
La nave Lucerna es un barco fantasmal presente en la mitología chilota.

## Leyenda
Según las leyendas, la Lucerna es una embarcación fantasmal que navega las aguas de Chiloé, al igual que el Caleuche. Se dice que el interior de la nave es mágico, ya que se cree que es tan grande como la tierra misma, y a una persona le tomaría toda una vida para poder cruzarlo caminando de proa a popa. Esta característica mágica de la nave Lucerna sería para cumplir su trabajo como transporte de muertos vivientes y brujas, aunque también se dice que transporta las fases de la luna, menguante y creciente, en relación con la vida y muerte de quienes tratan de recorrer el barco entero a lo largo de su vida.